# Сесил, Элизабет, 15-я баронесса Рос
Элизабет Мэннерс, 15-я баронесса Рос Хелмсли ( ок . январь 1574 или 1575 — 19 мая 1591) — дочь и наследница Эдварда Мэннерса, 3-го графа Ратленда .  После смерти ее отца графство Ратленд перешло к его брату, баронство Рос перешло к его дочери Элизабет.
В январе 1589 года, в возрасте примерно 14 или 15 лет, она вышла замуж в замке Ньюарк за Уильяма Сесила, лорда Берли, сына Томаса Сесила, 1-го графа Эксетера, и Дороти Невилл, дочери Джона Невилла, 4-го барона Латимера. Лорд Берли позже унаследовал титул 2-го графа. Она умерла при родах в Лондоне, на Тауэр-стрит, Аллоус, Баркинг, и была похоронена в Вестминстерском аббатстве. Ей наследовал баронство Рос ее сын Уильям.

## Рекомендации
1. 1 2 3 4  Lundy D. R. Elizabeth Manners, Baroness de Ros of Helmsley // The Peerage (англ.)
2. 1 2 3  Kindred Britain
3. ↑  Burke's Peerage, Baronetage & Knightage. — 107. — Wilmington, Delaware : Burke's Peerage (Genealogical Books) Ltd, 2003. — Vol. 1. — P. 1108, 1363.